# Alejandro Amenábar
Alejandro Fernando Amenábar Cantos (Santiago, 31 maart 1972) is een Chileens-Spaanse filmregisseur. Hij staat bekend als een van de meest invloedrijke Spaanstalige regisseurs.

## Levensloop
Amenábar heeft een Spaanse moeder en een Chileense vader. De familie verhuisde in 1973 naar Spanje, waardoor Amenábar een dubbele nationaliteit verkreeg. Hij studeerde uiteindelijk filmwetenschappen aan de Complutense Universiteit van Madrid maar haakte voortijdig af — later gebruikte hij de naam van een van zijn docenten aldaar, Castro, voor een professor in zijn filmdebuut, Tesis.
Naast het schrijven en het regisseren van zijn eigen films, heeft Amenábar een opmerkelijke carrière als componist van filmmuziek. Hij componeerde onder andere de muziek voor La lengua de las mariposas van José Luis Cuerda.
Amenábar ontving in 2004 de Grote Juryprijs bij het Internationaal Filmfestival van Venetië in 2004 voor Mar adentro; in februari 2005 won dezelfde film een Academy Award voor Beste Niet-Engelstalige film.

## Filmografie
- 1995: Tesis ("These", ook bekend als Snuff)
- 1997: Abre los ojos ("Open je ogen")
- 2001: The Others
- 2004: Mar adentro ("De zee vanbinnen")
- 2009: Agora
- 2015: Regression
- 2019: Mientras dure la guerra ("Zolang de oorlog duurt")